# Iryna Bazyleuskaya
Iryna Alehauna Bazyleuskaya (en bielorruso: Ірына Алегаўна Базылеуская; Brest, URSS, 11 de agosto de 1970) es una deportista bielorrusa que compitió en remo.
Ganó dos medallas en el Campeonato Mundial de Remo entre los años 2000 y 2004. Participó en los Juegos Olímpicos de Sídney 2000, ocupando el cuarto lugar en la prueba de ocho con timonel.

## Palmarés internacional
| Campeonato Mundial | Campeonato Mundial | Campeonato Mundial | Campeonato Mundial |
| Año                | Lugar              | Medalla            | Prueba             |
| ------------------ | ------------------ | ------------------ | ------------------ |
| 2000               | Zagreb (Croacia)   | Medalla de oro     | Cuatro sin timonel |
| 2004               | Bañolas (España)   | Medalla de bronce  | Cuatro sin timonel |